# فرانك بارنا بيغيلو
فرانك بارنا بيغيلو (بالإنجليزية: Frank Barna Bigelow)‏ هو أمين مكتبة أمريكي، ولد في 7 فبراير 1869 في أميرست في الولايات المتحدة، وتوفي بنفس المكان في 30 مايو 1949.